# Rachid Azzedine
Rachid Azzedine est un boxeur français né le 24 septembre 1982 à Paris.

## Carrière
Rachid Azzedine découvre la boxe à l'âge de 16 ans par un ami, Fathi Ben Arbia.
Il remporte la coupe de France amateur des poids légers (60 kg) face à Romain Jacob en février 2008. Chauffeur de taxi la journée, il enchaîne tous les soirs trois heures d'entraînement de boxe au Ring olympique de Torcy. 
En 2010, le fan de Mike Tyson et de Bernard Hopkins rejoint l'équipe du Paris United, la franchise de Brahim Asloum, et participe à la victoire en finale des World Series of Boxing 2010-2011 contre les kazakhs d'Astana Arlans. Mais à quelques secondes de la fin du premier round, Rachid encaisse un coup au visage qui lui ouvre l’arcade sourcilière. L’arbitre arrête le combat et prononce le nul technique ce qui prive le français des finales individuelles de la compétition qui sont qualificatives pour les Jeux olympiques de Londres en 2012. 
En août 2011, après un mauvais coup lors d’un entraînement à Cuba qui lui fracture la mâchoire, les médecins lui posent deux plaques de titane dans la bouche ce qui l'oblige à trois mois d’arrêt de travail et le prive des championnats du monde de boxe amateur, en septembre, en Azerbaïdjan. Cependant, l'Association Internationale de Boxe Amateur récompense ses bons résultats en World Series of Boxing en lui accordant sa participation aux Jeux olympiques d'été de 2012. Malgré un bon combat, il s'incline au premier tour d'un point face au jeune américain Jose Ramírez 21-20.

## Palmarès

### International
- Tournoi Boxam Lanzarote, Canaries, 2006
- Tournoi Boxam Vigo, Espagne, 2007
- Coupe de l’Arena Pula, Croatie, 2007
- Tournoi Tampere, Finlande, 2008
- Tournoi Boxam Valladolid, Espagne, 2008
- Tournoi Cetnievo, Pologne, 2008

### National
- Champion CFA Senior 2008
- Vainqueur de la coupe de France 2008 (poids légers)